# Données sensibles
En droit français, des données sensibles sont des données à caractère personnel qui font apparaître, directement ou indirectement :  
- les origines raciales ou ethniques ;
- les opinions politiques, philosophiques ou religieuses
- l'appartenance syndicale des personnes ;
- données relatives à la santé des personnes ;
- données relatives à la  vie sexuelle des personnes, ;
- données relatives  aux infractions pénales, aux condamnations
- données biométriques ;
- données génétiques.

La donnée dite « sensible » est à distinguer d'une donnée à caractère dite « personnel » du  fait que le traitement doit prendre en compte ces catégories particulières avec un niveau de sécurité supplémentaire.
En pratique, les données sensibles ne peuvent être recueillies et exploitées qu’avec le consentement explicite des personnes.
En septembre 2022, pour développer une « filière numérique de confiance », le gouvernement a proposé la création d'un comité stratégique de filière (CSF) pour des logiciels et solutions numériques de confiance, créé (contrat liant la filière et l'État) le 22 avril 2025. Les signataires de ce contrat s'y  engagent à produire une « définition opérationnelle de la donnée sensible », promue par la doctrine « cloud au centre » de l’État, qui impliquera des obligations spécifiques concernant l'hébergement des données, et doit aboutir à rédaction d'un guide.

## Réglementation
Les données sensibles sont soumises au Règlement européen sur la protection des données personnelles qui remplace la loi française du 6 janvier 1978 dite "Informatique et libertés" modifié en conséquence.
La collecte des données sensibles n'est autorisé selon les exceptions de la loi (Article 9 et article 10 du Règlement européen sur la protection des données personnelles) à condition que la proportionnalité est justifiée. La collecte et le traitement de ces données doivent être justifiées au cas par cas au regard des objectifs recherchés.
Les données relatives aux infractions, condamnations et mesures de sûreté bénéficient d'un régime spécifique. Il est a priori interdit de collecter et d'enregistrer ces données, seuls les fichiers d'État (police, Renseignements Généraux, etc.) pouvant déroger à cette règle, sous certaines conditions.